# Rîșcova
Rîșcova è un comune della Moldavia situato nel distretto di Criuleni di 1.087 abitanti al censimento del 2004